# Obručné
Obručné (rusiń. Обручне, Obruczne) – wieś (obec) na Słowacji w kraju preszowskim, powiecie Lubowla. Wieś została założona w 2. połowie XIV wieku, pierwsza wzmianka pisemna o niej pochodzi z roku 1636.